# Broye-Aubigney-Montseugny
Broye-Aubigney-Montseugny [bʁwa obiɲɛ mɔ̃søɲi] ist eine Gemeinde im französischen Département Haute-Saône in der Region Bourgogne-Franche-Comté.

## Geographie
Broye-Aubigney-Montseugny liegt auf einer Höhe von 197 m über dem Meeresspiegel, sechs Kilometer nordwestlich von Pesmes und etwa 40 Kilometer westlich der Stadt Besançon (Luftlinie). Die Gemeinde erstreckt sich im äußersten Südwesten des Départements, in der Saôneebene, nahe der Mündung des Ognon in die Saône.
Die Fläche des 25,36 km² großen Gemeindegebiets umfasst einen Abschnitt der Saôneebene. Das Gebiet wird im Westen vom Flusslauf der Saône, im Süden von demjenigen des Ognon eingefasst, deren Alluvialebene durchschnittlich auf 190 m liegt. Sie wird vorwiegend landwirtschaftlich genutzt, zeigt aber auch einige größere Waldflächen. Von der Saône erstreckt sich das Gemeindeareal ostwärts über die Talebene auf das Plateau von Montseugny (220 m) bis in die ausgedehnte Waldung des Bois Dame. Mit 242 m wird auf einer Anhöhe nördlich von Montseugny die höchste Erhebung der Gemeinde erreicht. Der südöstliche Gemeindeteil wird von der Niederung der Rèsie, eines rechten Seitenbachs des Ognon, eingenommen, und ganz im Südosten hat Broye-Aubigney-Montseugny Anteil am Forstgebiet des Gros Bois.
Die Gemeinde besteht aus folgenden Ortsteilen:
- Broye (197 m) in der Talebene des Ognon
- Aubigney (202 m) in der Talniederung der Rèsie
- Montseugny (238 m) auf dem Plateau zwischen Saône und Rèsie am Rand des Bois Dame

Nachbargemeinden von Broye-Aubigney-Montseugny sind Germigney im Norden, Vadans, La Grande-Résie, Chevigney und Sauvigney-lès-Pesmes im Osten, Pesmes, Mutigney, Cléry und Perrigny-sur-l’Ognon im Süden sowie Heuilley-sur-Saône und Talmay im Westen.

## Geschichte
Funde aus dem Mesolithikum und zahlreiche Überreste aus der gallorömischen Zeit, die bei Broye und Montseugny gefunden wurden, weisen auf eine sehr frühe Besiedlung des Gemeindegebiets hin. Broye entwickelte sich an einem wichtigen Übergang über den Ognon. Im Mittelalter gehörten Broye, Aubigney und Montseugny zur Freigrafschaft Burgund und darin zum Gebiet des Bailliage d’Amont. Die lokale Herrschaft hatten die Herren von Pesmes inne. Kirchlich gehörten die Dörfer zur Kommende Montseugny des Johanniterordens, der sich bereits im 12. Jahrhundert hier niederließ. Zusammen mit der Franche-Comté gelangten sie mit dem Frieden von Nimwegen 1678 definitiv an Frankreich.
Im Jahr 1972 fusionierten Broye-lès-Pesmes (1968: 270 Einwohner), Aubigney (1968: 93 Einwohner) und Montseugny (1968: 89 Einwohner) zur Gemeinde Broye-lès-Pesmes-Aubigney-Montseugny, die 1974 ihren heutigen Namen annahm. Heute ist Broye-Aubigney-Montseugny Mitglied des 18 Ortschaften umfassenden Gemeindeverbandes Communauté de communes du Val de Pesmes.

## Sehenswürdigkeiten

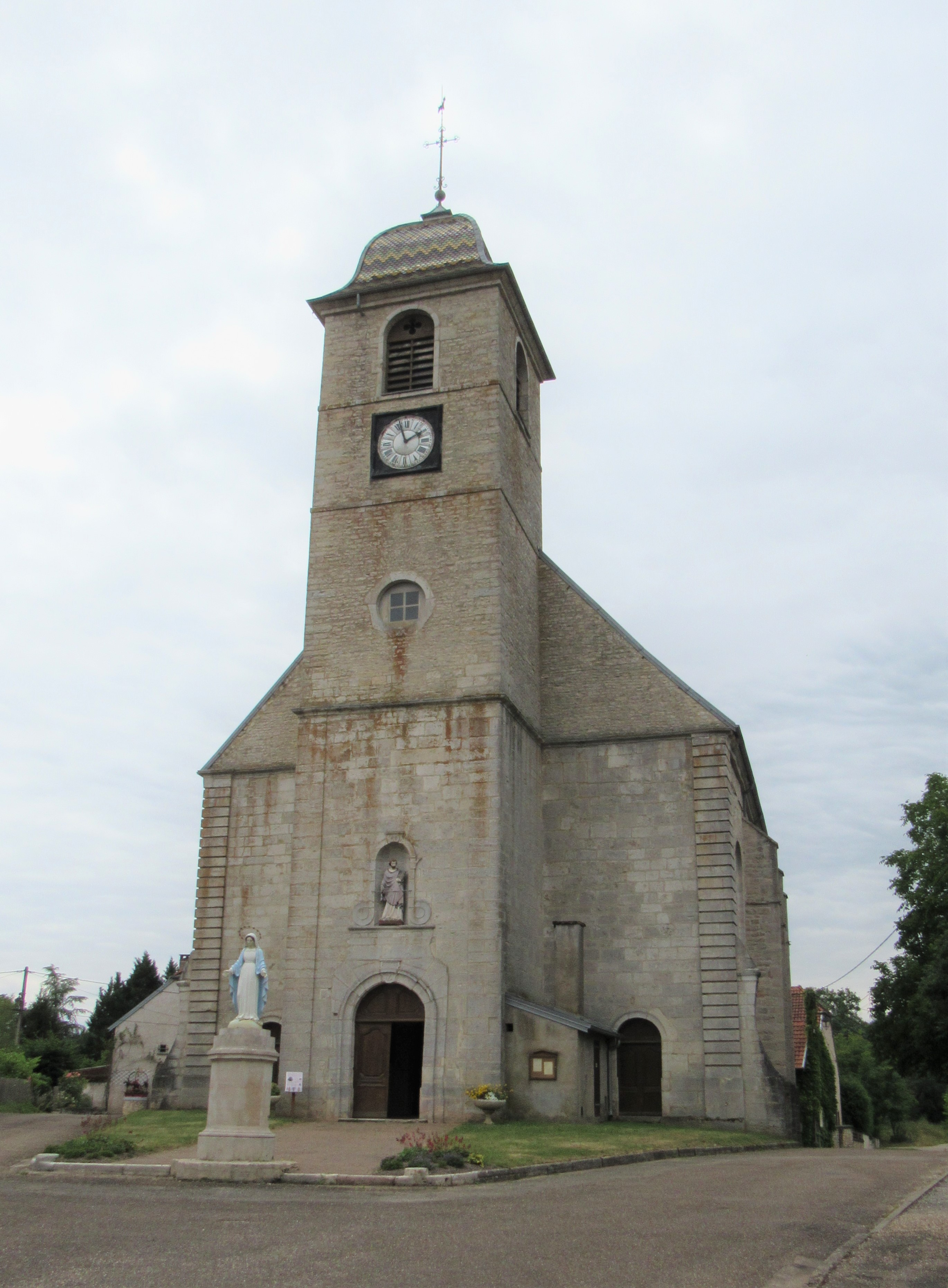
Pfarrkirche Saint-Pierre-et-Paul in Broye

Die Pfarrkirche Saint-Pierre-et-Paul in Broye wurde von 1754 bis 1759 erbaut und besitzt unter anderem ein Kruzifix aus dem 14. Jahrhundert. Neben der Kirche steht das Pfarrhaus, das ebenfalls im 18. Jahrhundert errichtet wurde. 
In Aubigney steht die Kirche Saint-Nicolas, die 1765 erbaut wurde und ein Grabmal von 1556 beherbergt. Überreste eines ehemaligen Herrschaftssitzes sind erhalten. 
In Montseugny befindet sich die Kirche Notre-Dame de l’Assomption, die ehemalige Kirche des Johanniterordens. Vom ursprünglichen Bau aus dem 12. Jahrhundert ist die romanische Krypta und ein Teil des Chorraums erhalten, während das Schiff und der Glockenturm von 1833 bis 1835 neu erbaut wurden. Die Konventsgebäude stammen überwiegend aus dem 18. Jahrhundert. 
Alle drei Dörfer zeichnen sich durch zahlreiche Häuser aus dem 16. bis 18. Jahrhundert aus, die den charakteristischen Stil der Haute-Saône zeigen.

## Bevölkerung
| Jahr                       | 1962 | 1968 | 1975 | 1982 | 1990 | 1999 | 2006 | 2011 | 2016 | 2022 |
| Einwohner                  | 478  | 452  | 424  | 461  | 469  | 461  | 463  | 460  | 477  | 512  |
| Quellen: Cassini und INSEE |      |      |      |      |      |      |      |      |      |      |

Mit 512 Einwohnern (2022) gehört Broye-Aubigney-Montseugny zu den kleinen Gemeinden des Département Haute-Saône. Nachdem die Einwohnerzahl in der ersten Hälfte des 20. Jahrhunderts deutlich abgenommen hatte (1901 wurden auf dem heutigen Gemeindegebiet noch 904 Personen gezählt), wurden in den letzten Jahrzehnten nur noch geringe Schwankungen verzeichnet.

## Wirtschaft und Infrastruktur
Broye-Aubigney-Montseugny war bis weit ins 20. Jahrhundert hinein ein vorwiegend durch die Landwirtschaft (Ackerbau, Obstbau und Viehzucht) geprägtes Dorf. Heute gibt es verschiedene Betriebe des lokalen Kleingewerbes, unter anderem in den Branchen des Baugewerbes und des Maschinenbaus. Viele Erwerbstätige sind auch Wegpendler, die in den größeren Ortschaften der Umgebung ihrer Arbeit nachgehen.
Die Ortschaft liegt abseits der größeren Durchgangsachsen an einer Departementsstraße, die von Gray nach Pontailler-sur-Saône führt. Weitere Straßenverbindungen bestehen mit Pesmes und Germigney. Zwischen Broye und Montseugny befinden sich die drei Kilometer langen Pistenanlagen eines Militärflugplatzes.